# Wagons-trémies Fd du LEB
Les véhicules de service Fd no 4, 5 et 7 sont des wagons-trémies de la compagnie du chemin de fer Lausanne-Échallens-Bercher.

## Description

### Contexte
Originellement nommés X 4 et X 5, ces wagons-trémies sont utilisés pour transporter le ballast lors de travaux de réfection de la voie. Ils sont souvent désignés comme ballastières, ce qui n'est pas vraiment correct d'un point de vue linguistique puisqu'une ballastière est une carrière d'où l'on extrait le ballast et non le moyen de transport servant à l'acheminer. Toutefois ce terme est employé sur tous les chemins de fer francophones.
Le X 4 est construit par les ateliers Schindler de Pratteln (SWP) pour le LEB.
Le X 5 quant à lui est issu d'une transformation aux ateliers de la compagnie de chemin de fer Yverdon-Sainte-Croix en 1971. Le LEB en fera son acquisition en 1985.
A partir de 2000 ces deux wagons apparaissent comme Fd au lieu de X dans les répertoires.
Le Fd 7 était délivré en 2016 par Gangloff. Il est de même conception que les X 121 et 122 de la NStCM.

### Technique
Les wagons-trémies Fd sont équipés de freins Charmilles. Les données pour leur masse en charge divergent selon les sources. En effet, Le no 4 peut avoir une masse en charge de 20,7 t selon informations sur le site du LEB. Toutefois, il est indiqué 13 t en charge en p. 173 dans Voies étroites de la campagne vaudoise. Il en va de même pour le no 5 qui peut avoir une masse en charge de 23 t selon informations sur le site du LEB. Toutefois, il est indiqué 15 t en charge dans Voies étroites de la campagne vaudoise.

## Liste
| no | Mise en service | Révision(s)     | Photo |
| -- | --------------- | --------------- | ----- |
| 4  | 1981            | 5 novembre 1994 |       |
| 5  | 1985            | 25 février 1995 |       |
| 7  | 2016            |                 |       |

## Galerie de photos

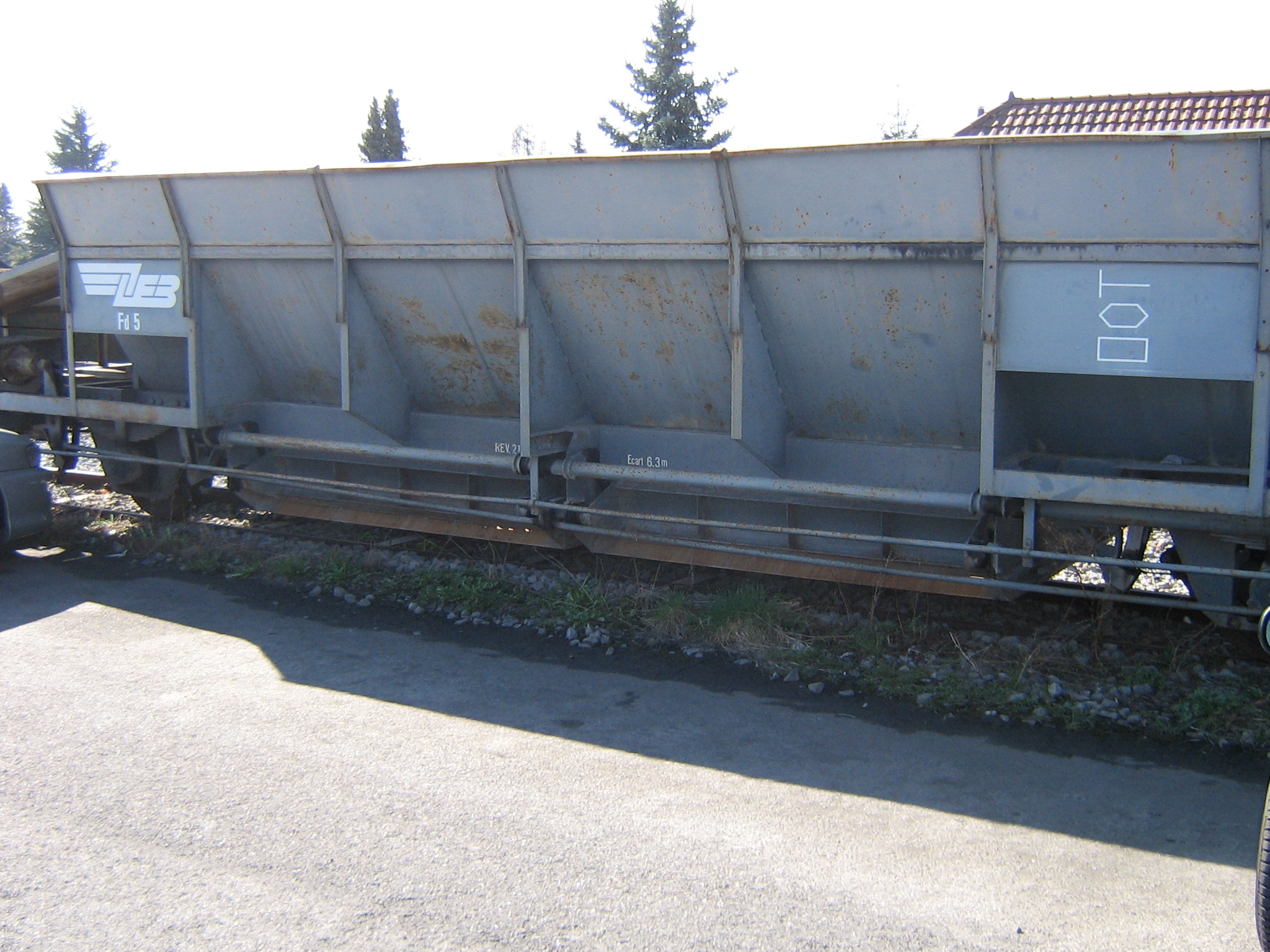
Wagon-trémie Fd 5 stationné dans le cul-de-sac d'Assens.
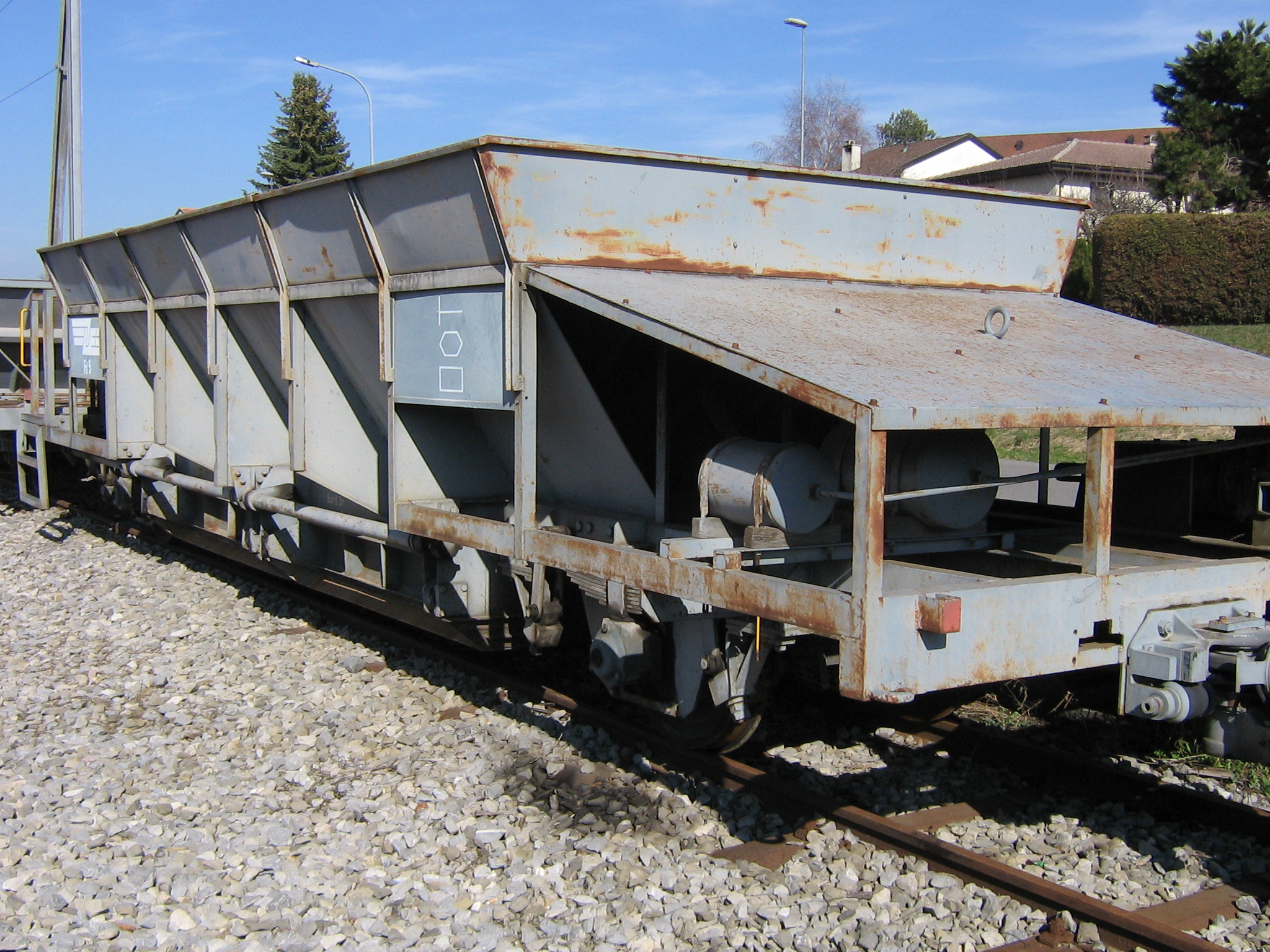
Autre vue du wagon-trémie Fd 5 dans le cul-de-sac de la gare ferroviaire d'Assens.
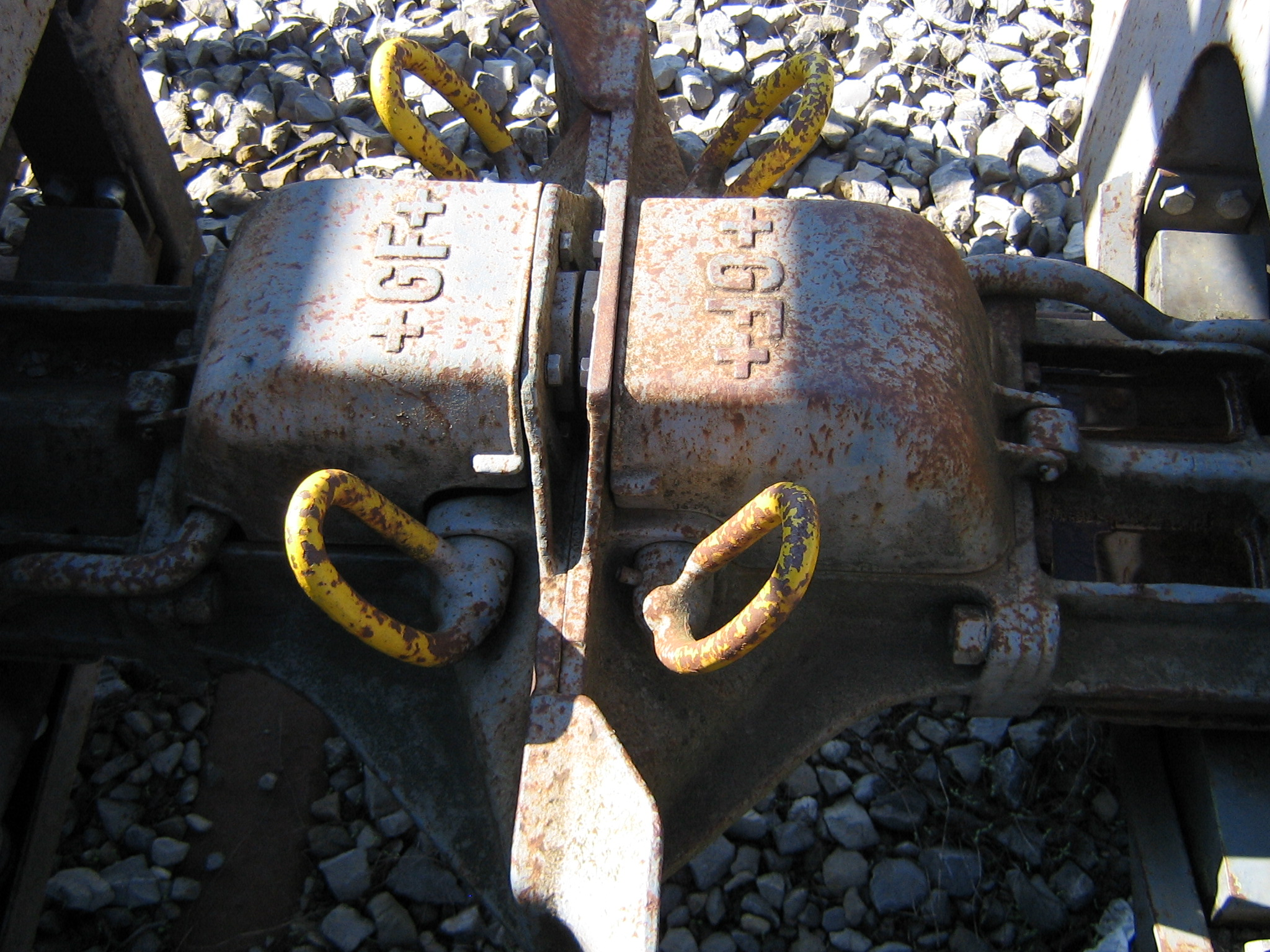
Attelage entre les wagons-trémies Fd 4 et Fd 5.
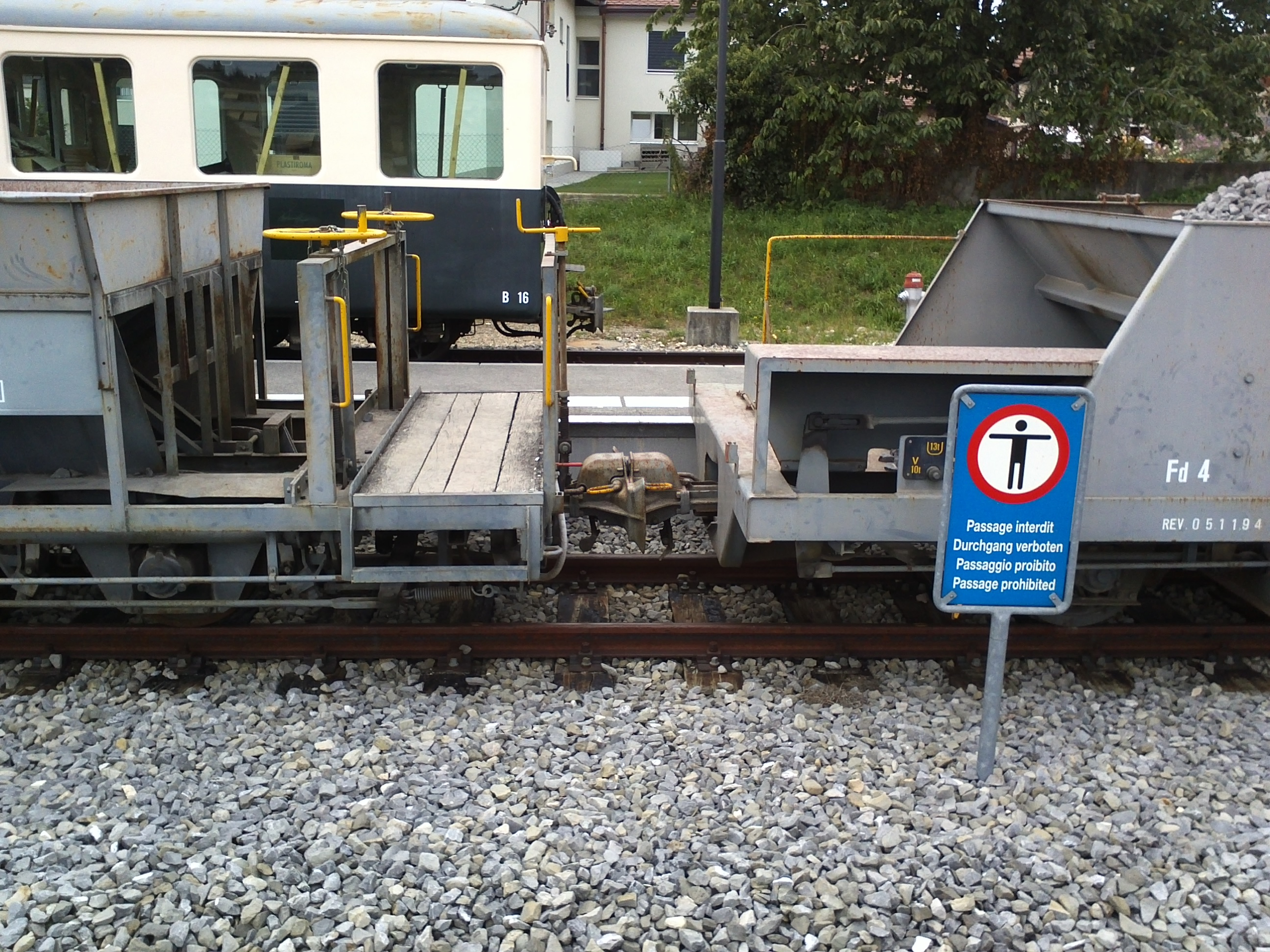
Autre vue de l'attelage entre les deux wagons-trémies à la gare de Cheseaux.
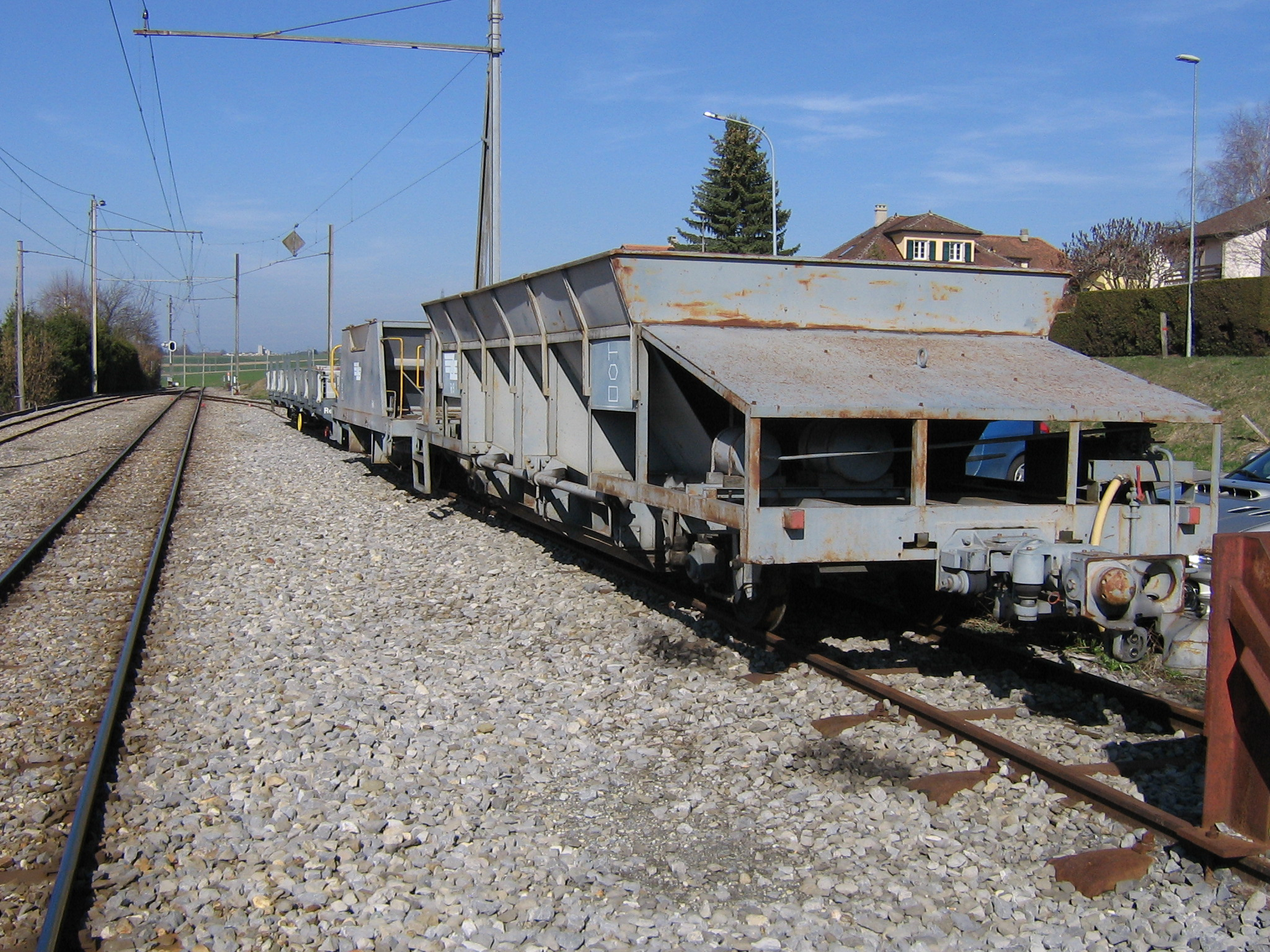
Wagons de service Fd 5, Fd 4 et Re 96 stationnés dans le cul-de-sac d'Assens.